# Elatostema gueilinense
Elatostema gueilinense är en nässelväxtart som beskrevs av Wen Tsai Wang. Elatostema gueilinense ingår i släktet Elatostema och familjen nässelväxter. Inga underarter finns listade i Catalogue of Life.